# Supercoppa cipriota 2023 (pallavolo femminile)
La Supercoppa cipriota 2023, 29ª edizione della Supercoppa nazionale di pallavolo femminile, si è svolta il 6 ottobre 2023: al torneo hanno partecipato due squadre di club cipriote e la vittoria finale è andata per la seconda volta consecutiva all'Olympiada Neapolīs.

## Formula
La formula ha previsto una gara unica.

## Squadre partecipanti
| Squadra            | Qualificazione                                         |
| ------------------ | ------------------------------------------------------ |
| AEL Limassol       | Finalista Coppa di Cipro 2022-23                       |
| Olympiada Neapolīs | Vincitrice Coppa di Cipro 2022-23/A' katīgoria 2022-23 |

## Torneo
| 6 ottobre 2023 Centrum Sportu Kition, Larnaca Durata: 1h:26 - Spettatori: 150 | Olympiada Neapolīs | 3 - 0 | AEL Limassol | 25-15, 25-23, 25-21 |